# Futuresport
Futuresport ist ein US-amerikanischer Action- und Science-Fiction-Film aus dem Jahr 1998. Die Hauptrollen übernahmen Dean Cain, Vanessa Williams und Wesley Snipes  Regie führte Ernest R. Dickerson.

## Handlung
Die Handlung spielt im Jahr 2025 und es dreht sich alles um die neue Sportart: „Futuresport“, eine Kombination aus Basketball und Hockey. Als Ausrüstung stehen den „Sportlern“ Hoverboards und Inlineskates zur Verfügung. Der Sport wurde „erfunden“, um einen „nicht tödlichen“ Bandenkrieg auf dem Spielfeld auszuüben. In diesem Feld muss der Protagonist „Tre“ mit seinem Team die Welt vor den Terroristen der „Hawaiian Liberation Organization“ retten, indem er das Spiel gewinnt.

## Hintergrund
Teile des Films wurden in der Vancouver Public Library gedreht. Futuresport hatte ein Budget von neun Millionen Dollar, was seinerzeit sehr hoch für einen reinen TV-Film war.
Die im Verkauf befindliche VHS-Videokassette wird mit Hi-fi Stereo Dolby Surround Sound und Wide-Screen-Format angeboten.

## Kritiken
„Einfallsloser Actionfilm im Science-Fiction-Gewand, der erfolgreiche Vorgänger kopiert (Rollerball) ohne deren Gewaltpotential anzustreben.“